# Philip Rosseter
Philip Rosseter (1567  o 1568 – Londra, 5 maggio 1623) è stato un compositore, liutista e impresario teatrale inglese.

## Biografia

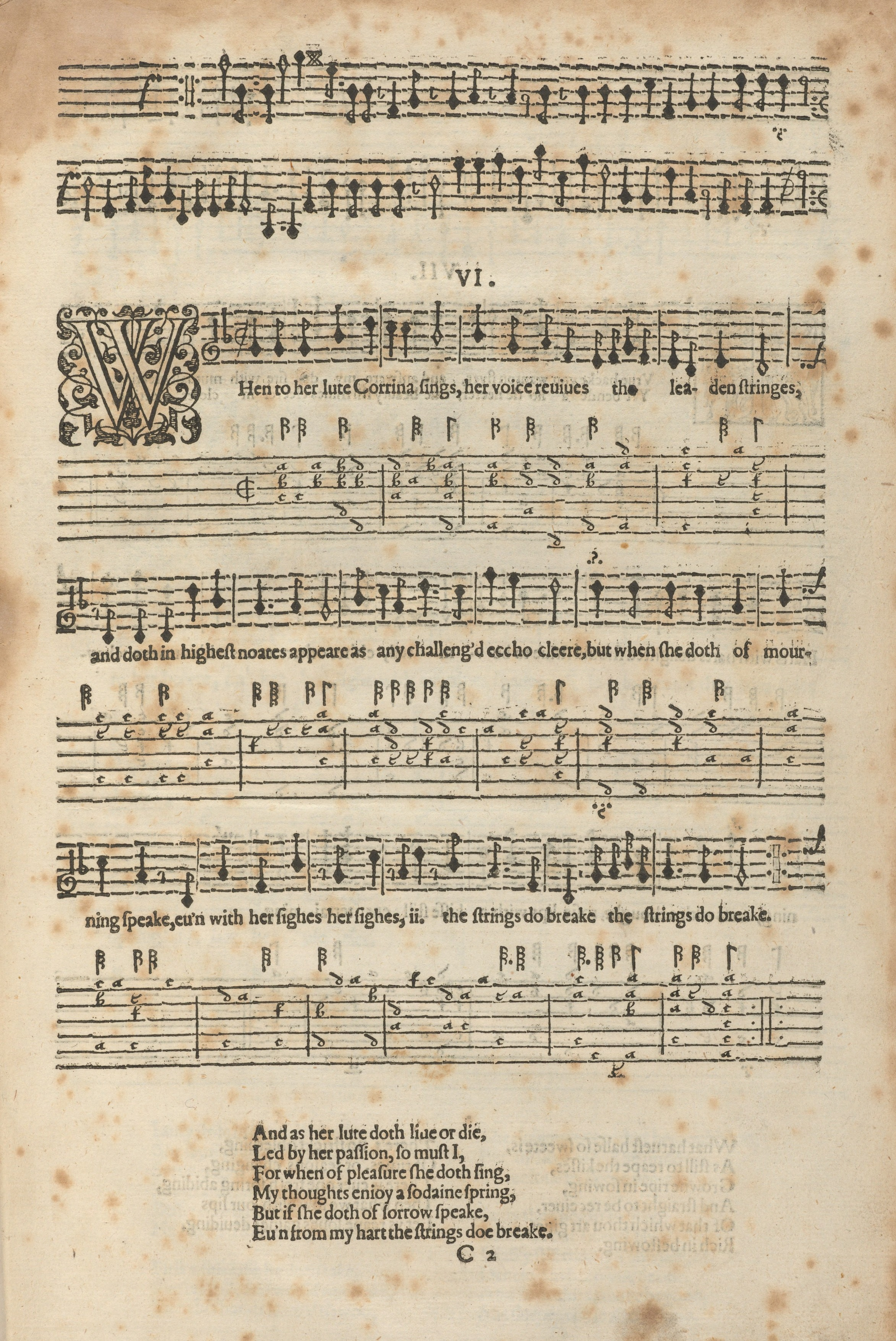
A Book of Ayres, 1601

Dal 1603 fino alla sua morte nel 1623 fu liutista di Giacomo I d'Inghilterra. Rosseter è conosciuto principalmente per A Book of Aires che fu scritto con Thomas Campion. Alcuni critici letterari hanno dichiarato che Campion scrisse le poesie per le canzoni di Rosseter, ma questo non sembra essere il caso. È probabile che Campion sia stato l'autore della prefazione del libro, che ha criticato madrigalismi eccessivi e contrappunto complesso. I due uomini avevano una stretta relazione professionale e personale; Campion, quando morì nel 1620, dichiarò Rosseter suo unico erede.
Le canzoni per liuto di Rosseter sono generalmente brevi, omofoniche, con minime ripetizioni e povere di espressione nel testo mentre sono ricche di invenzioni musicali. Il suo libro seguente fu Lessons for Consort (1609) con pezzi per consort di bandora, cittern, liuto, flauto e viola da gamba, che conteneva arrangiamenti di altre sue musiche precedenti.
Rosseter ebbe una carriera un po' con alti e bassi, e in generale soccombente, nel teatro inglese rinascimentale. Nel 1609, assieme a Robert Keysar, rilevò una compagnia di attori ragazzi, i Children of the Chapel. Rosseter fu capace, attraverso i suoi collegamenti con la Corte, di ottenere il patronaggio della sovrana, così che essi divennero Children of the Queen's (una distinzione che avevano perso prima che Rosseter acquisisse la compagnia). La compagnia andò avanti per pochi anni e la locazione del  Whitefriars Theatre terminò alla fine del 1614. Rosseter tentò (1615-17) tentò di aprire un nuovo teatro a Porter's Hall, vicino al 'Blackfriars Theatre ma l'impresa fallì per l'opposizione locale. La compagnia si sciolse così nel 1617.
Un pezzo intitolato Rosseter's Galliard di Giles Farnaby è compreso nel Fitzwilliam Virginal Book (no. CCLXXXIII), probabilmente un rifacimento di una composizione di Rosseter.